# Carnets d'Adolf Hitler

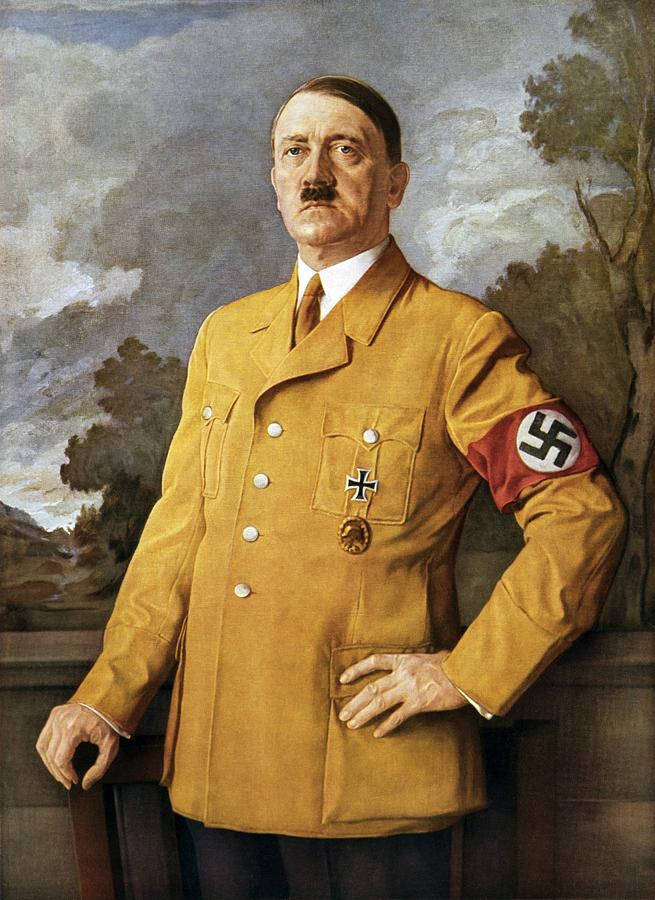
Adolf Hitler par Heinrich Knirr, 1937.

Les Carnets d'Adolf Hitler (en allemand : Hitler-Tagebücher) sont un journal intime prétendument tenu par Adolf Hitler mais en réalité écrit par le faussaire Konrad Kujau entre 1978 et 1983. La soixantaine de carnets composant le journal fut achetée en 1983 pour plus de 9,3 millions de Deutsche Marks par le magazine ouest-allemand Stern, qui en céda les droits de publication à différents organes de presse dans le monde. La publication des carnets fut annoncée lors d'une conférence de presse au cours de laquelle plusieurs historiens – dont deux avaient auparavant authentifié les carnets – émirent des doutes sur leur authenticité. Aucun examen scientifique sérieux n'avait été effectué avant la conférence de presse, et les analyses postérieures confirmèrent que les carnets étaient des faux.
Originaire d'Allemagne de l'Est, Konrad Kujau était connu de la police pour des petits délits et des escroqueries. Dans les années 1970, il commença à vendre des souvenirs de guerre nazis qu'il importait clandestinement d'Allemagne de l'Est. Rapidement, il comprit qu'il pouvait accroître considérablement ses bénéfices en présentant les objets vendus comme ayant appartenu à de hauts dignitaires du IIIe Reich. Il se lança alors dans une production massive de faux : des tableaux, des poèmes de jeunesse et des lettres attribués à Hitler, jusqu'à ce que l'idée lui vienne, à la fin des années 1970, d'écrire un pseudo-journal intime de Hitler.
Le journaliste qui « découvrit » les carnets et les acheta pour le compte de son employeur était Gerd Heidemann, reporter au magazine Stern, qui nourrissait une fascination obsédante pour le nazisme. Il détourna à son profit une large partie des fonds qui lui avaient été confiés pour acheter les carnets.
Le scandale causé par la publication des carnets eut un retentissement international : Kujau et Heidemann furent condamnés à des peines de prison pour leur rôle dans la fraude, des experts qui avaient cru pouvoir authentifier les manuscrits furent ridiculisés et plusieurs directeurs de journaux durent présenter leur démission.

## Contexte

### L'opérationSeraglio

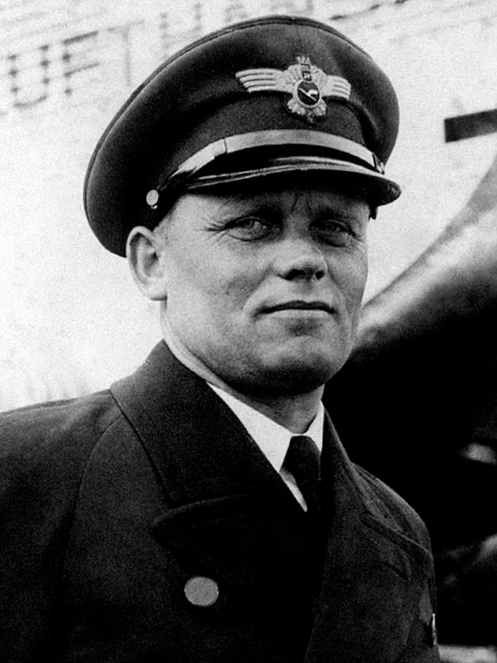
Hans Baur, le pilote personnel de Hitler vers 1930.

Le 20 avril 1945, face à l'avance des troupes ennemies, Hitler admet que la guerre est perdue. Son secrétaire particulier, Martin Bormann, déclenche l'opération Seraglio (« sérail » en italien) : 80 membres de l'entourage du Führer sont évacués du bunker berlinois vers Berchtesgaden, dans les Alpes bavaroises ; ils transportent avec eux des documents officiels et personnels, ainsi que des objets de valeurs. Sous le commandement du général Hans Baur, pilote personnel de Hitler, dix avions partent au petit matin de quatre aérodromes berlinois. Dans l'un de ces avions, conduit par un vétéran du front russe nommé Gundlfinger, prend place Wilhelm Arndt, le majordome personnel de Hitler. Il embarque seize personnes et plusieurs énormes malles. Une demi-heure après le décollage, alors qu'il vient de survoler les ruines de Dresde, l'avion s'écrase, sans doute atteint par un tir américain. Les témoins laissèrent l'avion se consumer, ne pouvant rien faire face à l'incendie. Les neuf autres appareils, pendant ce temps, ont atteint leur destination. L'accident est authentique dans la mesure où même Heidemman posa au côté des tombes des victimes du crash, étant l'une des plus grandes preuves pour l'authenticité des carnets.
Quand le général Baur rend compte à Hitler de la disparition d'un des appareils et qu'il lui apprend qu'il s'agit de celui qui transportait Arndt, le Führer paraît très affecté, et il aurait, d'après Baur, prononcé la phrase suivante : « dans cet avion se trouvaient toutes mes archives personnelles, celles qui devaient témoigner de mon action devant la postérité et me rendre justice. C'est une catastrophe ! ». Seuls deux personnes ont survécu au crash, l'une meurt deux jours après, la dernière est morte en avril 1980, quelques mois avant qu'Heidemman en ait connaissance, et l'on suppose que Bormann, qui a disparu du bunker berlinois après la mort de Hitler, s'est suicidé. Cette phrase est donc la seule indication que l'on possède sur le contenu des coffres, mais elle était suffisante pour stimuler l'imagination des chercheurs et des passionnés : l'idée d'une cachette secrète qui contiendrait des documents personnels d'Adolf Hitler a constitué pendant des décennies une possibilité fascinante, créant un cadre idéal pour une supercherie. Les historiens ont néanmoins déclaré que le contexte pose problème, aucun document n'a probablement survécu au crash, et aucun témoignage extérieur accrédite à Hitler des mémoires personnelles. Hitler fit ensuite détruire toutes ses archives restantes (des prises de notes sur sa stratégie militaire) et sa correspondance dans son bunker,. Il ordonna à Julius Schaub de faire de même au Berghof et à l'appartement de Prinzregentenplatz. Les autres documents potentiels, ont eu beaucoup de vicissitudes durant la fin du Reich, la plupart étant volés. Mais aucun témoignage n'atteste d'un journal intime, même si certains proches ont confondu avec des rapports ou des minutes.

### Précédentes supercheries
A posteriori, il fut remarqué qu'une affaire similaire avait eu lieu dans l'après-guerre, concernant Eva Braun, la compagne d'Hitler. L'acteur Luis Trenker découvrit et fit publier en 1948 le journal intime d'Eva Braun (de), révélant une grande partie de la vie intime du couple. La supercherie fut dénoncée par les sœurs d'Eva Braun, remarquant la chronologie imprécise des entrées, les multiples incohérences et de nombreux passages inspirés voire plagiés des controversées mémoires de Marie von Wallersee-Larisch,.

### Konrad Kujau
Konrad Kujau est né le 27 juin 1938 à Löbau, dans la Saxe, le troisième d'une fratrie de cinq. Il est issu d'une famille modeste, la mort de son père bouleverse la famille, les enfants sont confiés à des orphelinats. Kujau manifeste un talent précoce pour le dessin mais est trop pauvre pour poursuivre des études. Il enchaîne les petits boulots. Le 7 juin 1957, il s'enfuit à l'Ouest. Il dort dans des foyers de jeunes travailleurs, dans la région de Stuttgart, et mène une vie de petit délinquant pour vols et violences sur son employeur. De 1960 à 1963, il gère un bar-dancing, le Pelikan.

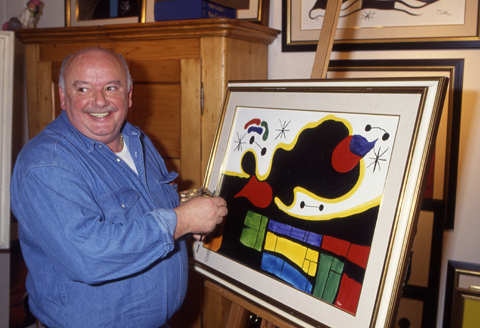
Konrad Kujau en 1992.

Il commence à mentir sur son passé. Il prétend s'appeler Peter Fischer, il se vieillit de deux ans ; il affirme aussi avoir été persécuté par la STASI. Ces mensonges ne paraissent pas avoir eu d'autre but que le plaisir d'inventer des histoires. Kujau retrouve alors vite l'habitude des combines et des petits trafics : il connaît sa première condamnation pour faux, après avoir contrefait des tickets-restaurant pour un montant de 27 DM. En mars 1968, lors d'un contrôle de routine, la police découvre qu'il utilise de faux papiers, et il est envoyé une nouvelle fois à la prison de Stammheim. Après sa sortie, il crée avec sa femme une société de nettoyage de vitres, la Lieblang Cleaning Company. Les affaires sont difficiles mais Kujau utilise son talent pour le dessin, en peignant ses clients dans des épisodes glorieux de la Seconde Guerre mondiale, vendant les œuvres jusqu'à 2 000 DM pièce, une somme considérable à l'époque.
En 1970, alors qu'il rend visite à sa famille en RDA, Kujau se rend compte que, malgré l'interdiction des autorités communistes, beaucoup de gens ont conservé chez eux des souvenirs militaires nazis : des décorations, des uniformes ou des armes. Il y voit une source de profit facile, en achetant les objets au marché noir et en les revendant au prix fort à l'Ouest parmi les collectionneurs de Stuttgart. Ce commerce était illégal, la législation est-allemande sur la protection du patrimoine culturel interdisant l'exportation de tout objet antérieur à 1945, a fortiori lorsqu'il s'agissait d'armes. Kujau et sa femme firent régulièrement ce trafic et ne furent arrêtés qu'une seule fois à la frontière interallemande, pourtant très surveillée.
En 1974, la situation financière du couple Kujau est devenue florissante. La Lieblang Cleaning company a obtenu la clientèle d'un grand magasin, d'une chaîne de télévision locale et de plusieurs fast-foods. Elle réalise un bénéfice annuel de 124 000 DM et emploie une demi-douzaine de salariés. Par ailleurs, le trafic d'objets nazis bat son plein : Kujau s'est constitué un noyau de fidèles acheteurs, qui lui achètent rubis sur l'ongle tout ce qu'il est en mesure de rapporter de ses expéditions en RDA. Kujau en accumula tellement qu'il décide donc de louer une boutique pour y exposer sa marchandise. Le local n'est presque jamais ouvert la journée, mais il devient rapidement un lieu de rendez-vous pour de longues beuveries nocturnes avec des amis et clients collectionneurs. Ces réunions de nostalgiques du nazisme mêlent des personnalités très variées : s'y côtoient d'anciens SS devenus de prospères commerçants ainsi qu'une certaine partie de la société locale dont un receveur des postes, le chef de la police locale, un magistrat du parquet, des prostituées et de petits escrocs.
Progressivement, Kujau commence à introduire des faux parmi la marchandise authentique qu'il écoule. Ses premières contrefaçons sont des certificats destinés à accroître la valeur des objets vendus. Par exemple, un casque authentique de la première guerre mondiale, augmente considérablement de valeur accompagné d'un faux certificat nazi prouvant que c'est le casque d'Hitler qu'il porta à la bataille d'Ypres. Kujau produit essentiellement de faux manuscrits de Hitler, mais il contrefait également des lettres de Göring, Himmler, Bormann, Rudolf Hess et Joseph Goebbels. S'il parvient à imiter assez adroitement l'écriture et la signature de ses modèles, son travail est dans l'ensemble très grossier : il se sert d'articles de papeterie modernes (le papier, l'encre et la colle qu'il emploie n'existaient pas dans les années 1930 et 40) qu'il vieillit en les trempant dans du thé. Son vocabulaire est souvent anachronique et sa langue est truffée de fautes. Il ne se donne pas beaucoup de mal car il sait que ses clients sont crédules, et surtout qu'ils ne feront jamais vérifier leurs achats par un expert : la loi allemande interdit l'exposition publique d'objets nazis, et les collections sont tenues soigneusement cachées.
Encouragé par la facilité avec laquelle il écoule sa marchandise, Kujau passe à la vitesse supérieure : il se lance dans la production de faux tableaux et dessins, vendus comme étant de la main de Hitler qu'il peignit pendant deux décennies à Vienne. Le potentiel est important : elles ont l'avantage pour le faussaire d'être faciles à imiter et de ne pas avoir été inventoriées, la production est estimée à plus de 2 000 pièces. Kujau peut donc donner libre cours à son imagination et choisir des thèmes susceptibles de plaire à ses clients : des caricatures, des nus ou des scènes de combat, alors même que Hitler n'a jamais traité de tels sujets dans ses peintures. Conformément à sa technique maintenant bien éprouvée, Kujau accompagne ces peintures et ces dessins de notes manuscrites supposément écrites par Hitler lui-même, ou par Martin Bormann, qui certifient l'authenticité de l'œuvre. Pour justifier son accès à des objets ayant appartenu à de hauts dirigeants du IIIe Reich, Kujau invoque différentes sources, toutes situées en RDA : un ancien responsable de la SS, le directeur corrompu d'un musée historique, et surtout son propre frère, dont il prétend qu'il est général dans l'armée est-allemande.
Enhardi par son succès, Kujau se lance dans une tâche plus ambitieuse, et entreprend de recopier à la main les deux volumes de Mein Kampf, sans se laisser arrêter par le fait que les originaux avaient été tapés à la machine. Puis il rédige un troisième volume inédit de l'ouvrage. Ces manuscrits sont vendus à son plus fidèle client, Fritz Stiefel, qui en accepte sans hésitation l'authenticité. Il compose également une série de poèmes de guerre, toujours en les attribuant à Hitler, mais ils sont si mauvais que Kujau reconnut plus tard que « même un gamin de quatorze ans se serait aperçu de la supercherie ».

### Gerd Heidemann
Gerd Heidemann est né à Hambourg en 1931, dans une famille de la classe moyenne. Ses parents ne s’occupaient pas de politique, mais comme beaucoup de jeunes de son âge, il adhéra aux jeunesses hitlériennes. Il suit une formation d’électricien, mais sa passion est la photographie ; il réalise des reportages pour la Deutsche Press-Agentur ainsi que pour des journaux locaux, avant de rejoindre le Stern en 1951, d’abord comme pigiste puis quatre ans plus tard comme journaliste à part entière. Ses collègues savent peu de choses de lui : ils décrivent un jeune homme silencieux, discret jusqu’à l’effacement. À part la photographie, ils ne lui connaissent pas d’autre passion que les échecs. À partir de 1961, il est envoyé en Afrique et au Moyen-Orient couvrir des conflits. En 1965, un reportage sur les mercenaires blancs au Congo lui vaut le prix international de la presse de La Haye du meilleur reportage photographique. 
Sur le terrain, son courage et son sang-froid sont impressionnants, et c’est un enquêteur infatigable : on le surnomme Der Spürhund, le limier. Il traque inlassablement les documents, les images et les témoins. Pour obtenir les informations qu’il recherche, il n’essaie pas de déstabiliser ou de critiquer ceux qu’il interroge ; sa méthode consiste au contraire à entrer dans leurs vues, à les flatter et les encourager à parler toujours plus. Cette façon de s’immerger dans les opinions des autres, si elle lui permet d’obtenir des confidences qu’une approche plus agressive aurait découragées, constitue aussi sa faiblesse. Incapable de faire preuve de recul, il accumule les documents sans comprendre quand il est temps de s’arrêter. À chacun de ses reportages, le même scénario se reproduit : son rédacteur en chef doit lui ordonner d’arrêter son travail et de remettre les notes accumulées à un collègue, qui se chargera d’écrire l’article. Heidemann ne réussit jamais à rédiger un article, et tout au long de sa carrière au Stern, il ne put devenir autre chose qu’un photographe et un collecteur de matériau brut.
En janvier 1973, Heidemann est envoyé prendre des photographies du Carin II, un yacht qui avait appartenu au maréchal Göring. Le bateau est à l’abandon dans le port de Bonn et a manifestement besoin de réparations coûteuses, mais Heidemann, qui ne connaît pourtant rien à la navigation, décide aussitôt de l’acheter. Il expliquera plus tard qu’il avait espéré pouvoir le revendre avec une belle marge et qu’il avait sous-estimé le coût des réparations. Grâce à une hypothèque prise sur son appartement et à un emprunt auprès de son employeur, il achète le Carin II et fait procéder aux réparations les plus urgentes.
En effectuant des recherches sur l'histoire du yacht, il rencontre la fille de Göring, Edda, avec qui il entame une liaison. Petit à petit, grâce au yacht et à son intimité avec la fille de Göring, Heidemann parvient à s’introduire dans un cercle d’anciens hauts responsables nazis. Aux soirées qu’il organise à bord du Carin II, les invités d’honneur s'appellent Wilhelm Mohnke, ancien général de la SS et commandant de la dernière garnison qui défendit la chancellerie pendant le siège de Berlin, et Karl Wolff, lui aussi général de la SS et ancien officier de liaison de Himmler auprès de Hitler. En 1976, incapable de faire face au remboursement des emprunts qu’il a contractés, Heidemann conclut un accord avec Gruner & Jahr, la maison-mère du Stern : en échange d’une avance de 60 000 DM, il s'engage à écrire un livre d'anecdotes historiques sur le IIIe Reich, basé sur les confidences qu’il aura pu recueillir au cours des soirées organisées sur le yacht. Pendant deux ans, les croisières sur le Carin II se multiplient, mais les comptes rendus des conversations qui s’y tiennent entre vieux camarades nazis éméchés ne produisent rien d’exploitable pour le journal. Heidemann est incapable d’écrire le livre promis et sa situation financière continue de s’aggraver. Étranglé par les dettes, il prend la décision de vendre le yacht et, sur la recommandation de Mohnke, il s'adresse à Jacob Tiefenthaeler, un ancien SS bien introduit dans le milieu des collectionneurs d’objets nazis. Tiefenthaeler n'est pas en mesure d’acheter lui-même le Carin II mais il prend contact avec de riches acquéreurs potentiels. En attendant que la vente puisse se faire, il invite Heidemann à rencontrer l’un de ses amis collectionneurs, Fritz Stiefel. Stiefel n’est pas intéressé par le Carin II, mais il achète des objets personnels de Göring qui meublent le yacht, ce qui procure un peu de trésorerie à Heidemann.

### LeStern
Le Stern (« l'étoile » en allemand) est un hebdomadaire fondé à Hambourg en 1948 par Henri Nannen. À l'origine, c'est un magazine de type tabloïd qui publie des faits divers, des histoires à sensations et des ragots. À partir des années 1960, il évolue vers un modèle plus sérieux avec des enquêtes historiques (en particulier sur le IIIe Reich) et des reportages consacrés à l’actualité internationale. Son positionnement politique est clairement marqué à gauche. À la fin des années 1970, le Stern est le plus important magazine d’Allemagne de l’Ouest ; chaque exemplaire fait environ deux cents pages, et son tirage dépasse régulièrement les deux millions d'exemplaires. En 1981, Henri Nannen cède sa place de rédacteur en chef à un trio composé de Peter Koch, Rolf Gilhausen et Felix Schmidt. Le Stern est la propriété du groupe de presse Gruner & Jahr, qui est lui-même une filiale du groupe Bertelsman.

## Écriture et vente des carnets

### Le travail du faussaire

Les initiales gothiques « FH » (en haut) utilisées par erreur par Kujau à la place de « AH ». Aucun des collectionneurs, journalistes et historiens qui auront le carnet entre les mains ne s'apercevra de l'erreur. Lorsque la méprise fut découverte, Stern réplique un temps que les initiales FH veulent dire Führer Hitler ou Führer Hauptquartier.

On ne sait pas exactement quand Kujau a commencé à produire les carnets. Stiefel affirme avoir eu un exemplaire entre les mains en 1975 ; d'autres collectionneurs disent en avoir entendu parler dès 1976. Kujau lui-même dit avoir écrit le premier carnet en 1978, après s'être entraîné pendant un mois à reproduire l'écriture gothique employée en Allemagne jusqu'en 1941. Il se sert d'un lot de carnets achetés dans un supermarché à Berlin-est. Pour ajouter une touche d'authenticité, il colle sur la couverture les initiales du Führer en utilisant des décalcomanies dorées fabriquées à Hong-Kong – mais il confond les lettres, et au lieu de « AH », il colle les initiales « FH ». Il emploie un mélange d'encre Pelikan noire et bleue allongée d'eau afin qu'elle s'écoule plus facilement de son stylo-plume. Il termine son travail en répandant du thé sur le carnet pour jaunir les pages, et en le frappant contre son bureau pour en vieillir l'aspect. Quant au travail rédactionnel proprement dit, Kujau, qui n'est pas un historien, se contente de recopier verbatim un recueil de discours et proclamations du Führer publié après-guerre, sa principale source étant la compilation Hitler : Reden und Proklamationen, 1932-1945 [Hitler : discours et proclamations] par Max Domarus (en), publié en deux volumes en 1962-1963. Harris déclare que cette copie de documents, souvent formels, n'est pas spécialement passionnante mais le contenu est daté et moins susceptible d'être démasqué. Kujau intercale de temps en temps des anecdotes de son invention, après les avoir recopiés à part dans un brouillon. De ces anecdotes personnelles, seules celles publiées par le Stern sont connues et furent raillées des historiens car éloignées d'Hitler : 

« « Les Anglais vont me rendre fou. Faut-il que je les laisse s'échapper [de Dunkerque] ou pas ? Et comment Churchill réagira-t-il ? »
(mai 1940)
« Certaines mesures prises contre les Juifs vont trop loin. Brûler des livres en public était une mauvaise idée de Goebbels. »
(mai 1933)
« À la demande d'Eva [Braun], je me suis soumis à des examens médicaux approfondis. Les nouveaux médicaments que je prends me donnent de violentes flatulences et — d'après E[va] — une mauvaise haleine »
(juin 1941)
« Ha, ha, je n'en rigole pas. Ces minables ont déjà formé un nouveau gouvernement. La liste en est composée d'amateurs et de bons à rien »
(20 juillet 1944, opération Walkyrie) »

De manière générale, il est remarqué que les journaux sont assez lacunaires, affichent des contresens historiques et ne mentionnent presque jamais l'holocauste, les camps de concentration ou les crimes de guerre lors de l'opération Barbarossa, montrant le Führer préoccupé par les excès de ses généraux ou n'étant pas responsable de la situation.
Après avoir rédigé le premier carnet, il le montre à Stiefel, qui souhaite aussitôt l'acheter. Kujau refuse, mais sur l'insistance de son meilleur client, il accepte de lui prêter le carnet. En juin 1979, Stiefel, fier de sa collection, décide de la faire expertiser, afin d'en évaluer la valeur. Une maison d’enchères munichoise lui recommande un expert : Dr August Priesack. Priesack est un ancien membre du parti nazi, qui travailla aux archives, qui s'est auto-proclamé spécialiste de la période nationale-socialiste et aussi de l'œuvre artistique d'Hitler. Dans la mesure où la collection de Stiefel est presque exclusivement composée de peintures et de documents vendus par Kujau (évidemment tous faux), il s’agit pour celui-ci d’un test décisif ; d’autant plus qu'il s'est engagé contractuellement à rembourser Stiefel si l'authenticité des objets vendus était mise en doute. Mais ses craintes sont vite dissipées : « Priesack a contemplé les objets exposés dans la pièce pendant quelques instants, puis il s'est tourné vers nous et a dit d'une voix solennelle que la collection qu’il avait sous les yeux était d'une importance historique primordiale. Ensuite, il a montré du doigt une aquarelle et a dit : j'ai eu entre les mains ce tableau en 1936 – à ce moment j'ai compris à quelle sorte d'expert j'avais affaire ; c'était une aquarelle que j'avais terminée à peine dix jours auparavant ». Priesack est particulièrement impressionné par le journal intime de Hitler que Stiefel lui montre. Avec l'accord de Stiefel, Priesack contacte l'un des meilleurs spécialistes allemands de Hitler, Eberhard Jaeckel, professeur d'Histoire contemporaine à l'université de Stuttgart. Jaeckel est en train de travailler à une édition des écrits de jeunesse d'Adolf Hitler (antérieurs à 1924) et il accepte de rencontrer le collectionneur, ainsi que son fournisseur Kujau. Sur la période qui intéresse le professeur, Stiefel dispose d'une masse stupéfiante de documents inédits, en particulier des poèmes écrits pendant la première guerre mondiale. Il est très heureux de les mettre à la disposition d'un chercheur aussi renommé. Jaeckel est fasciné ; quand il publiera son livre en 1980, celui-ci contiendra pas moins de soixante-seize documents issus de la collection de Stiefel – tous faux. 
En octobre 1979, Stiefel reçoit chez lui Tiefenthaeler, Kujau et leurs épouses. Kujau est présenté à Tiefenthaeler sous le nom de « Herr Fischer ». Sous l'influence de l'alcool, Kujau, habituellement prudent dans ce genre de circonstances, se laisse aller ; il se vante de ses contacts haut placés en RDA, puis il parle des carnets. Il y en aurait en tout vingt-sept, qui proviendraient d'un crash aérien lors des derniers jours de la guerre. Kujau a probablement eu connaissance de l'opération Seraglio en lisant les mémoires du général Baur. C'est en tout cas la première fois qu'il relie les carnets à l'accident.
Quelques jours plus tard, Tiefenthaeler téléphone à Heidemann pour lui parler du carnet vu chez Stiefel. Heidemann a lu lui aussi les mémoires de Baur ; il fait aussitôt le lien avec le crash aérien qui coûta la vie à Gundlfinger. Il s'enthousiasme pour la découverte et insiste pour voir le carnet. Stiefel accepte de le lui montrer mais, par hostilité au Stern, qui est un magazine très opposé à ses idées politiques, il refuse catégoriquement de nommer sa source. Heidemann finit par apprendre que cette source est un dénommé Fischer, commerçant à Stuttgart, mais cette indication est insuffisante pour l'identifier. Il lui faudra plus d'un an de recherches pour obtenir de Tiefenthaeler, moyennant la promesse d'une commission conséquente, le numéro de téléphone de Fischer, alias Kujau.
En janvier 1981, Heidemann rencontre enfin Kujau, sous son nom d'emprunt « Fischer », dans sa boutique de Stuttgart. Kujau confirme la provenance du carnet prêté à Stiefel : il se trouvait dans une malle retrouvée dans les restes de l'appareil qui s'est écrasé en avril 1945. La malle contenait 27 carnets, couvrant la période 1933-1945, mais aussi de nombreux autres documents : le troisième tome inédit de Mein Kampf, un opéra composé par Hitler intitulé Wieland der Schmied (« Wieland le forgeron »), des poèmes de jeunesse, des dessins et des lettres. Tous ces documents se trouvent actuellement en RDA, entre les mains de son frère.

### Acquisition des carnets par leStern
Durant toute cette période, Heidemann a enquêté en se cachant de sa hiérarchie : exaspérés par son obsession du nazisme, et plus généralement par son manque de productivité, Henri Nannen, le directeur du Stern, et Peter Koch, le rédacteur en chef, lui avaient strictement interdit de travailler à quoi que ce soit qui touche au IIIe Reich. Pourtant, lors de sa rencontre avec Kujau, Heidemann n'hésite pas à lui faire, de la part du magazine, une proposition extraordinaire : deux millions de DM pour l'ensemble des documents, une avance immédiate de 200 000 DM, et la garantie du secret le plus absolu tant que la totalité des manuscrits n'a pas été exfiltrée d'Allemagne de l'Est. Cette dernière condition est essentielle pour Kujau, qui se présente comme un simple passeur transmettant les documents détenus par son frère, et qui affirme que la vie de celui-ci serait en danger si les autorités est-allemandes avaient vent de l'affaire. Sur les bases proposées par Heidemann, les deux hommes concluent un accord. Pour célébrer la fructueuse collaboration qui s'annonce, ils procèdent à un échange de cadeaux : le journaliste offre au faussaire un uniforme de parade du maréchal Göring, et Kujau lui cède un tableau peint par Hitler, un nu représentant Geli Raubal, la petite-nièce du Führer dont il aurait été secrètement amoureux. De façon peu surprenante, l'uniforme comme le portrait se révélèrent être des faux. 

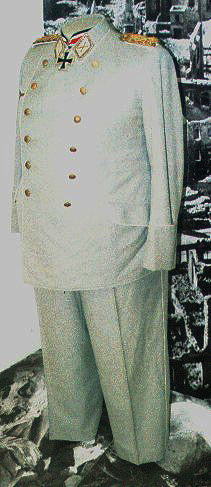
L'uniforme de parade du maréchal Göring.

Il faut maintenant que le Stern accepte de financer et de publier les documents fournis par Kujau. Heidemann sait qu'il ne parviendra pas à convaincre sa hiérarchie : il décide donc de la contourner. Il se confie à Thomas Walde, récemment recruté par le Stern pour s'occuper des enquêtes historiques, et réussit à le persuader que les carnets de Hitler constituent le scoop du siècle. Walde est l'ami d'enfance de Wilfried Sorge, l'un des dirigeants de Gruner & Jahr, la maison-mère du Stern. Par l'entremise de Sorge, il obtient un rendez-vous avec le directeur général du groupe, Manfred Fischer. Au cours de cet entretien, les deux hommes expliquent comment ils ont appris l'existence des carnets et à quelles conditions leur source serait prête à s'en défaire. Ils insistent en particulier sur trois points : les documents sont dans leur quasi-totalité entre les mains d'un officier supérieur de l'armée est-allemande ; ils doivent être acheminés clandestinement en RFA. En conséquence, aucun nom ne doit être révélé, et le secret le plus absolu doit être conservé pour ne pas mettre en danger la vie des personnes impliquées. De plus, le vendeur n'accepte de traiter avec personne d'autre que Heidemann ; la rédaction en chef du Stern (Nannen et Koch) ne croit pas en cette enquête et doit donc être tenue à l'écart ; si le groupe n'accepte pas ces conditions, Heidemann et Walde n'auront aucun mal à convaincre un éditeur américain de financer cette enquête.
Manfred Fischer est immédiatement convaincu ; le fait de court-circuiter l'équipe éditoriale du Stern ne lui pose aucun problème et il accède à toutes les demandes de Heidemann. Gruner & Jahr versera donc 85 000 DM pour chacun des 27 carnets, 200 000 DM pour le troisième volume de Mein Kampf et 500 000 DM pour le reste du fonds documentaire, essentiellement constitué de dessins et peintures. Cela représente au total presque 3 millions de DM, soit bien plus que ce qui a été promis à Kujau. Heidemann a ainsi dès le départ décidé de tromper à la fois son employeur et son fournisseur. Dans les jours qui suivent, l'accord entre Gruner & Jahr et Heidemann est formalisé par un contrat écrit, rédigé directement par Manfred Fischer, sans que le service juridique du groupe soit informé. Cet accord tire toutes les conséquences des décisions prises par Manfred Fischer. Les principales clauses sont l'anonymat de la source de Heidemann ainsi qu'une expertise historique seulement avec l'accord du journaliste, ne l'accordant qu'une fois le fonds complet.
Enfin, Heidemann sera associé aux bénéfices liés à la commercialisation des carnets et une prime de 300 000 DM lui est attribuée immédiatement à titre de récompense, ainsi qu'une Mercedes de fonction.
Le premier carnet est livré à Heidemann le 17 février 1981. Les livraisons se poursuivent ensuite avec régularité, au rythme moyen de deux carnets par mois. Après six mois, Heidemann informe Gruner & Jahr qu'il faudra désormais débourser 100 000 DM par carnet au lieu de 85 000 : il invoque des difficultés nouvelles pour passer la frontière, et la nécessité de payer des pots-de-vin à des officiers des douanes est-allemandes. À la fin de l'année, le groupe a déjà dépensé 1 800 000 DM. Début 1982, M.Fischer cède son poste de directeur à G.Schulten-Hillen, qui valide les transactions déjà effectuées et ordonne à son directeur financier de verser sans discuter les sommes demandées par Heidemann.
Heidemann invente ensuite de nouvelles tracasseries avec l'administration est-allemande pour faire passer le prix de chaque carnet à 200 000 DM. Il lui est d'autant plus facile de détourner une large partie des fonds mis à sa disposition qu'aucun contrôle n'est exercé : il est entendu dès le départ que dans ce type de transaction, il n'est pas possible de demander des reçus ou des justificatifs comptables. Le journaliste mène à présent un train de vie luxueux : il s'achète une BMW décapotable et une Porsche, il loue un immense duplex sur l'avenue la plus prestigieuse de Hambourg (avec vue sur l'Elbe) et dépense plusieurs centaines de milliers de DM en bijoux et meubles.
En juillet 1982, Heidemann a une bonne nouvelle pour Schulten-Hillen : de nouveaux carnets ont été retrouvés, il y en aurait donc en tout soixante. A posteriori, les journalistes qui chroniquèrent la fraude y voient une grande naïveté de la part d'Heidemann et du Stern qui ne se doutent pas que l'augmentation subite du nombre de carnets est assez suspecte. Aussitôt une nouvelle ligne de crédit est débloquée pour permettre au journaliste de les acquérir. Les dépenses somptuaires continuent ; le Carin II est entièrement refait, pour un coût supérieur à 600 000 DM – les boiseries seules, confiées à un ébéniste hongrois, ont coûté 300 000 DM. La situation financière de Konrad Kujau est également excellente : il achète un appartement sur la Rotenbergstrass, dans lequel il installe sa maîtresse, une ancienne prostituée nommée Maria Modritsch, qu'il entretient et qu'il couvre de cadeaux. À la fin de l'année 1982, Gruner & Jahr a dépensé plus de 7 millions de DM, soit l'équivalent de 4 millions de dollars. Les carnets d'Hitler devinrent la forgerie la plus onéreuse, surpassant de très loin les 650 000 $ de la fausse autobiographie d'Howard Hughes par Clifford Irving.

## Publication

### Premiers pas vers la publication: les carnets sont soumis à des experts

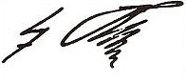
La signature de Hitler imitée par Kujau, que des graphologues jugent assez médiocre sur l'imitation.

La signature authentique de Hitler (non datée).

Début 1983, Gruner & Jahr prend la décision de lancer la publication des carnets, même si tous les exemplaires ne sont pas encore en leur possession : compte tenu des sommes considérables qui ont été dépensées, il est temps que le groupe commence à rentrer dans ses frais. En outre, il craint de ne plus pouvoir longtemps conserver le secret : parmi les historiens spécialisés, les collectionneurs et les nostalgiques du IIIe Reich, des rumeurs ont commencé à circuler – en grande partie alimentées par Heidemann lui-même, car le journaliste résiste difficilement à la tentation de se vanter et d’étaler les trésors de sa collection. L'écrivain anglais David Irving inquiète particulièrement les dirigeants du Stern : grâce à ses contacts avec August Priesack, il a eu accès à une copie du volume détenu par Stiefel, et l'on sait qu'il est en train de mener sa propre enquête. En décembre 1982, il a publié dans plusieurs quotidiens allemands une lettre ouverte accusant sans le nommer le Stern d’être en possession de documents personnels du Führer et de refuser de les publier car ils établiraient que Hitler n’était pas au courant de l'extermination des juifs d’Europe. Malgré l’opposition de Heidemann, Schulte-Hillen charge donc Walde de contacter des experts afin de valider l'authenticité des carnets, l’objectif étant de publier les premiers articles début mai 1983.

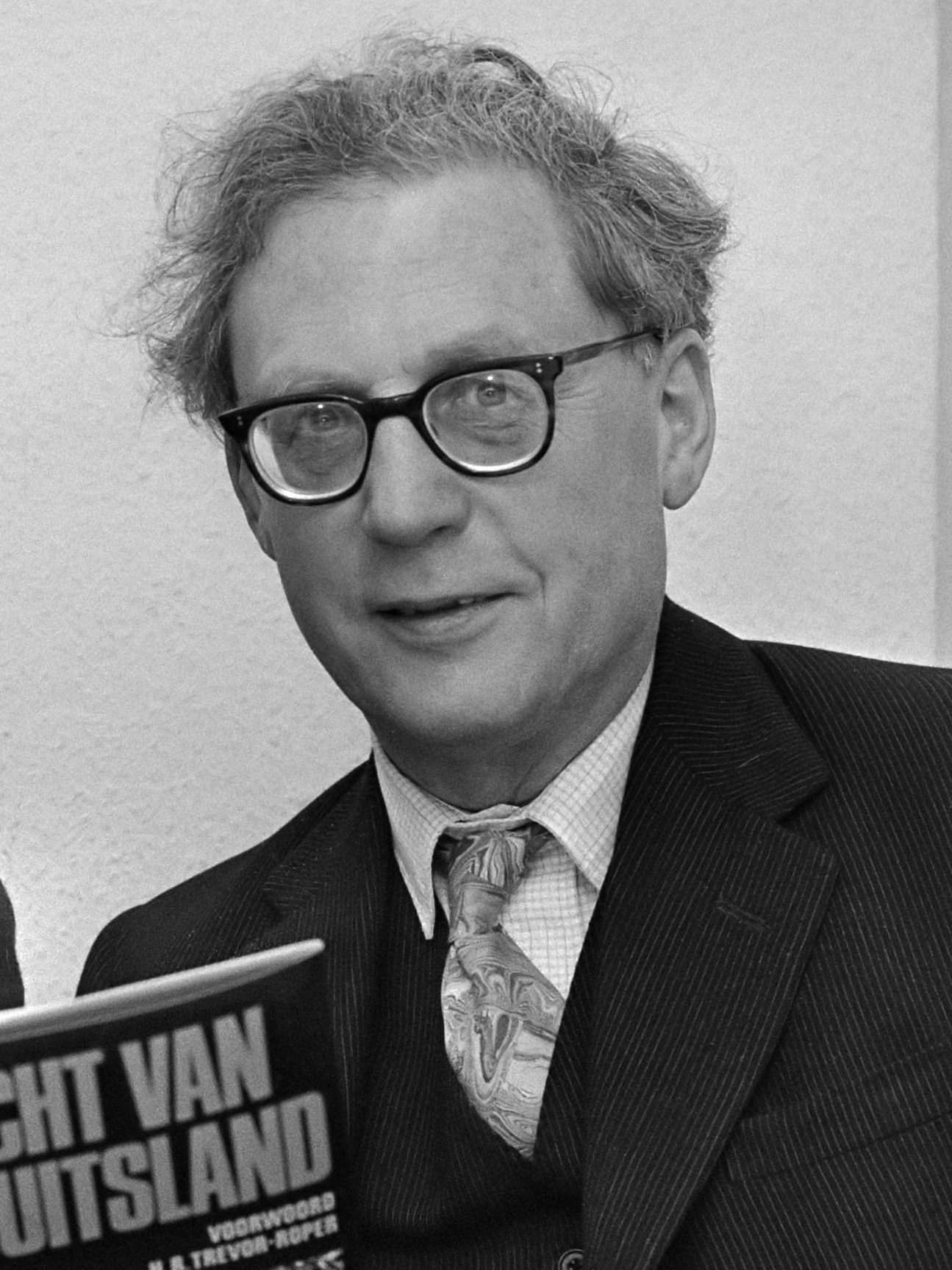
L'historien Hugh Trevor-Roper vers 1983.

Pour Gruner & Jahr comme pour le Stern (dont les rédacteurs en chef ont finalement été mis au courant en mai 1981), l'authenticité des carnets ne fait absolument aucun doute. Leur préoccupation principale est de conserver le secret pour éviter que le scoop ne soit éventé ; en conséquence, seul le strict minimum est fait pour authentifier les carnets. Si les tests avaient été plus poussés, l'authenticité aurait probablement été démentie. Deux experts sont choisis : le Dr Frei-Sulzer, ancien chef de la police scientifique de Zurich, et Ordway Hilton, ancien membre de la police scientifique new-yorkaise. Compte tenu de la médiocrité du travail de Kujau, cette étape aurait dû révéler sans difficulté la fraude et mettre un point final à l'affaire. En réalité, les précautions prises par le Stern vont empêcher toute expertise sérieuse. En premier lieu, le magazine décide de ne pas révéler à Frei-Sultzer et Hilton qu'ils vont examiner un journal intime de Hitler, mais seulement des « documents historiques inédits ». Le Stern décide également de ne pas se séparer des carnets : c'est sur une page photocopiée que les experts travailleront. Cette décision a pour conséquence qu'aucun examen chimique ne pourra être effectué sur les documents, qui ne seront examinés que sous l'angle de la graphologie. Enfin, pour procéder à des comparaisons, on fournit à chaque expert trois manuscrits originaux de Hitler : mais si l'un est issu des archives nationales ouest-allemandes, les deux autres viennent de la collection personnelle de Heidemann et ont été fabriqués par Kujau. Les deux experts – dont l'un ne parle pas allemand – vont donc confronter des faux avec des faux. À l'issue de leurs travaux, tous deux concluent à l'authenticité des documents qui leur ont été soumis. David Irving avait déjà révélé une imposture d'Heidemann. Ce dernier, par l'intermédiaire de Boorman, découvrit une correspondance Churchill-Mussolini, mais qui était des faux évidents, un prélude aux carnets d'Hitler.
Le journal contacta la police ouest-allemande pour tester les carnets, une page fut fournie, sans indiquer le contenu. Le problème réside que la nature des documents est inconnue et que Stern révéla l'existence des carnets avant les résultats définitifs des tests médico-légaux. Des résultats préliminaires furent communiqués le 28 mars, indiquant que des tests supplémentaires devaient être effectués mais que déjà, le matériau posait problème. Le magazine passa outre. 
Le Stern fait également appel à un historien pour valider l'authenticité des carnets. Hugh Trevor-Roper, professeur à l'université d'Oxford, est surtout un spécialiste du XVIIe siècle, mais il est également un très bon connaisseur de l'Allemagne nazie. En 1945, alors qu'il travaillait dans les services de renseignement, il a été envoyé à Berlin par le gouvernement anglais pour enquêter sur les derniers jours d'Adolf Hitler et mettre un terme aux rumeurs qui affirmaient qu'il avait survécu ; son livre Les derniers jours d'Adolf Hitler est une référence sur le sujet. Le Stern le fait venir à Zurich, où les documents achetés par l'intermédiaire de Heidemann sont entreposés dans un coffre à la Handels Bank. Dans une pièce spécialement aménagée, les cinquante-six volumes de carnets en possession du magazine sont disposés sur une table, ainsi que des piles de lettres ; aux murs sont accrochés des dizaines de tableaux peints par le Führer. Trevor-Roper est impressionné par l'ampleur de la collection : il lui paraît difficile de croire qu'un faussaire se soit donné autant de mal pour contrefaire autant de documents. L'équipe du Stern lui déclara que les journalistes d'investigation ont prouvé que les carnets proviennent d'une malle récupérée sur les lieux du crash de l'opération Seraglio le 21 avril 1945 et on lui affirme que les graphologues et les tests chimiques ont bien authentifié les carnets. Trevor-Roper, qui n'est pas très à l'aise avec la langue allemande, se fait traduire quelques passages des carnets, et ne trouve rien qui lui permette de douter de leur authenticité. Comme il ne lui vient pas à l'idée que les représentants d'un magazine aussi sérieux aient pu lui mentir, il ne voit pas d’objection à écrire dans le Times un article pour présenter les carnets.

### Vente des droits à la presse étrangère

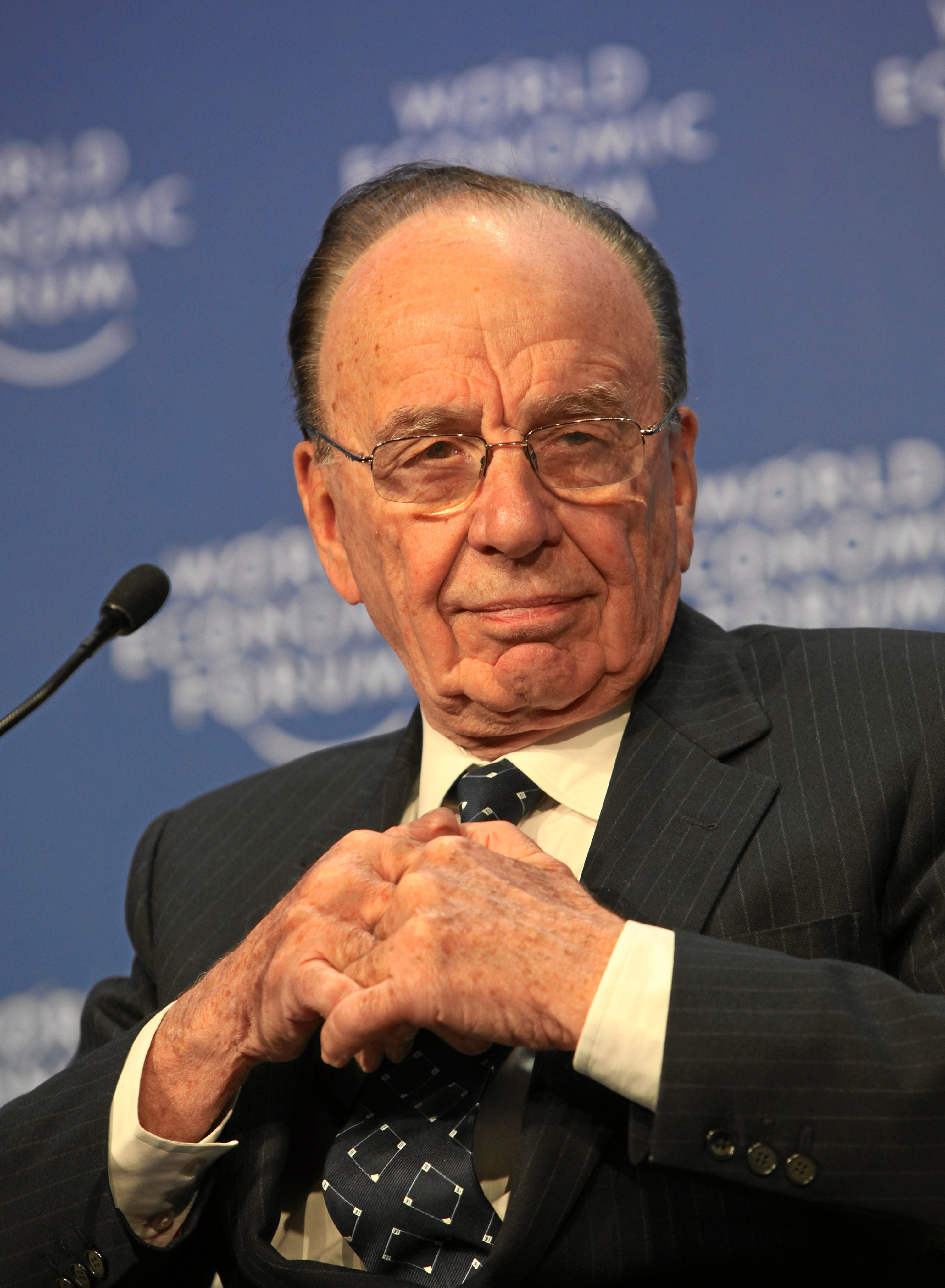
Rupert Murdoch.

Aussitôt obtenu l'aval des experts, le Stern engage des négociations en vue de la cession des droits avec différents groupes de presse étrangers : Newsweek aux États-Unis, le groupe Murdoch, propriétaire du Times, en Angleterre, pour son édition dominicale, mais aussi Paris Match, Grupo Zeta en Espagne, Panorama en Italie, etc. Les négociations les plus importantes concernent les États-Unis et l’Angleterre, où le groupe allemand cherche à jouer de la concurrence entre Newsweek et le groupe Murdoch. Après un premier accord avec Murdoch pour 3 250 000 $, Schulte-Hillen annonce qu’il ne commencera pas à négocier en dessous de 4 200 000 $. Outré par ce qu’il considère comme un manquement à la parole donnée, Rupert Murdoch se retire des négociations et Newsweek refuse d’enchérir. Le Stern se retrouve sans partenaire commercial pour le marché anglophone, et Schulte-Hillen est contraint de retourner négocier avec Murdoch dans une position très défavorable : le marché est finalement conclu pour 1 800 000 $. Un accord est trouvé avec Paris-Match pour 400 000 $, avec le groupe Zeta pour 150 000 $, et avec différents autres médias européens pour des sommes moins importantes.

### L'annonce et la conférence de presse
Le 22 avril 1983 un communiqué de presse du Stern révèle l'existence des carnets et leur publication imminente ; une conférence de presse est annoncée pour le 25 avril. La nouvelle déclenche de nombreuses réactions de la part des historiens. Alors que le magazine clame que des experts l'ont authentifié, la plupart des historiens sont extrêmement sceptiques, y compris l'administrateur du patrimoine de la RFA. Même le chancelier Helmut Kohl, fait publiquement part de ses doutes. Les arguments étayés étant que même si l'opération Seraglio est authentique, on signale qu'Hitler détestait écrire, avait une syntaxe médiocre et sa maladie de Parkinson rendait improbable l'existence des carnets manuscrits après 1942 mais pointèrent l'opération marketing réussie. Les témoignages sur l'opération Seraglio montrent que l'accident eut un impact très fort, au point qu'il est improbable que des documents aient pu survivre. L'historien Werner Maser le 25 avril, en plus de signaler la maladie de Parkison d'Hitler, rajoute qu'il est impossible que l'entourage du Führer ait ignoré l'existence des journaux, il soupçonne un coup de l'Allemagne de l'Est pour se procurer des devises Le spécialiste Norman Stone railla les carnets comme « Hitler par Charlie Chaplin ». Rudolf Augstein du Spiegel dénonce les contresens historiques et le peu de contrôle qui fut réalisé avant la publication. Lui ainsi que ses collègues historiens mettent en garde sur le fait que la Seconde Guerre mondiale est une période friande à ce genre de fraude,.
Un long article de Trevor-Roper, écrit quelques jours auparavant dans le Times britannique, explique les circonstances dans lesquelles ont été découverts les carnets et le jour nouveau que cette découverte jette sur l'histoire de l'Allemagne nazie. À ce stade toutefois, l'historien commence à avoir de sérieux doutes sur l'affaire. Tout d'abord, il a rencontré Heidemann, qui lui a fait une impression déplorable : complètement saoul, le journaliste l'a longuement entretenu de son obsession pour Hitler (ainsi que pour Mussolini, Amin Dada et un certain nombre d'autres dictateurs) et il est allé jusqu'à se vanter d'être en contact avec Martin Bormann. Le secrétaire particulier de Hitler serait bien vivant et il serait prêt à donner une conférence de presse pour confirmer l'authenticité des carnets. Par ailleurs, le Stern a communiqué à l'historien des copies de plusieurs carnets, et un certain nombre de détails lui paraissent incohérents. Trevor-Roper fait part de ses doutes au rédacteur en chef du Times, Charles Douglas-Home, mais celui-ci ne prévient pas son homologue du Sunday Times, Franck Giles.
Le lendemain, samedi 23 avril, alors que l'édition du lendemain du Sunday Times est en préparation, Franck Giles demande à Trevor-Roper d'écrire un nouvel article pour répondre aux critiques qui se multiplient à l'encontre des carnets, mais l'historien refuse tout net. Giles appelle immédiatement Murdoch pour lui faire part du revirement de Trevor-Roper, et lui demander s'il faut changer le contenu du journal. La réponse de Murdoch est sans ambiguïté : « on l'emmerde. Vous publiez » (Fuck [him]. Publish).
Le 24 avril, Trevor-Roper est à Hambourg en vue de la conférence de presse qui doit se tenir le lendemain. Il demande à Heidemann de nommer sa source. Le journaliste refuse, mais la version qu'il donne est légèrement différente de la précédente. L'historien est maintenant extrêmement inquiet : il insiste, et, pendant plus d’une heure, il place le journaliste face à ses contradictions, mais Heidemann refuse d'en dire plus. Il s'énerve, accuse l'historien de se comporter « exactement comme un officier anglais arrogant en 1945 », et quitte la pièce. Le soir, le dîner donné par le Stern se déroule dans une ambiance glaciale.

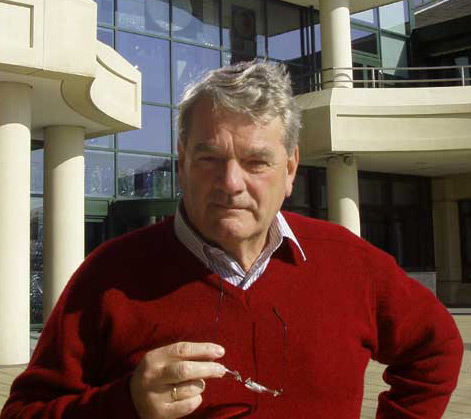
L'écrivain anglais David Irving.

Le lendemain, la salle où se tient la conférence de presse est pleine à craquer, et l'atmosphère est tendue. Après une présentation enthousiaste de l'affaire par Peter Koch, la parole est donnée aux historiens Trevor-Roper et Weinberg. Tous deux s'étaient prononcés en faveur de l'authenticité des carnets, mais ils ne sont à présent plus en mesure de le faire. Le lien direct et établi entre l'accident d'avion d'avril 1945 et les carnets, sur lequel reposait leur conviction, n’est plus démontré. Trevor-Roper exprime son regret que « la rigueur et la prudence propres à la recherche historique aient été, dans une certaine mesure, sacrifiées aux nécessités journalistiques de la recherche du scoop ». Les journalistes extérieurs, déjà très dubitatifs, pointent le peu d'enthousiasme des historiens du Stern pour authentifier les carnets. Durant la conférence de presse, David Irving — qui fit plusieurs interviews en Angleterre pour assurer que les carnets sont faux —, s'introduit dans l'assistance, et avant d'être expulsé, soulève deux problèmes : d'une part, aucun test chimique n'a été réalisé sur l'encre ; d'autre part, une entrée est datée du 20 juillet 1944, le jour de l'attentat raté où le Führer a été blessé au bras et vraisemblablement pas en l'état d'écrire. Après la conférence, les journalistes sont sceptiques sur l'authenticité mais Peter Koch, le rédacteur en chef du Stern, parle du « plus grand scoop de l'après-guerre » et estime que l'histoire du Troisième Reich est à réécrire. On estime que le journal tripla son tirage pour l'occasion.

### Les analyses scientifiques confirment la fraude
Confronté à la multiplication des critiques, le Stern est dans l'obligation de mettre fin aux doutes. Trois des carnets sont transmis au Dr Henke, du service fédéral des archives (Bundesarchiv), afin de procéder à des tests complets. Le Stern décide malgré tout de maintenir son édition spéciale du 28 avril, qui contient des révélations sur le point de vue supposé de Hitler relativement au vol de Rudolf Hess en Écosse, à la nuit de cristal et à la Shoah. Le lendemain, Heidemann rencontre Kujau, et lui achète les quatre derniers volumes des carnets. Le dimanche suivant, 1er mai 1983 le Sunday Times publie de nouvelles révélations sur l'origine des carnets, en les reliant à l'opération Seraglio, qui prouverait leur authenticité. Le même jour, le Times publie une interview de David Irving, dans laquelle l'écrivain revient entièrement sur ses premières positions : il croit maintenant à l'authenticité des Carnets. Il explique avoir eu accès à plusieurs carnets, et avoir remarqué que l'écriture évolue avec le temps : elle penche de plus en plus vers la droite, et la taille des lettres diminue à la fin de chaque ligne. Or, le Dr Theodor Morell, médecin personnel de Hitler, avait diagnostiqué chez son patient la maladie de Parkinson, dont l'un des symptômes est une altération de l'écriture semblable à celle observable dans les Carnets. Il est très probable que cet argument ne soit que de pure forme, et qu'Irving ait en réalité décidé de soutenir le Stern parce que les Carnets ne font jamais référence à l'extermination des juifs, ce qui allait dans le sens des théories révisionnistes de l'historien.
Le lendemain, le responsable des archives fédérales communique au Stern les premières conclusions de ses experts : un examen aux rayons ultra-violets montre la présence dans le papier d'éléments fluorescents incompatibles avec l'ancienneté supposée des Carnets. Les reliures contiennent une variété de polyester qui n'est employée que depuis 1953. De plus, de nombreuses erreurs factuelles ont été relevées. Le Stern organise une réunion de crise au cours de laquelle Heidemann est sommé d'identifier sa source. Le journaliste finit par céder et répète les explications que « Fischer » (Kujau) lui a fournies. À ce stade, même si les conclusions rendues par le service fédéral des archives ne sont pas encore définitives, il est déjà évident que le magazine a été victime d'une escroquerie – mais cette éventualité est inconcevable pour les dirigeants du Stern. Il est absolument impossible que des années d'enquête et des millions de DM dépensés débouchent sur un canular. Incapables d'accepter la réalité, les dirigeants du magazine s'entêtent dans leur croyance : ils chargent des journalistes du service « économie » d'enquêter pour vérifier que l'agent blanchissant identifié dans le papier n'a pas pu être utilisé à titre expérimental avant la guerre, et décident de publier un communiqué au ton combatif, où ils réaffirment leur certitude que les carnets sont authentiques.
Le 4 mai tombent les résultats d'une autre expertise, demandée par Peter Koch au graphologue américain Kenneth Rendell pour Newsweek. Il lui a fallu moins de quarante-huit heures pour conclure qu'on lui a soumis un travail bâclé. Non seulement l'encre et le papier utilisés ne font pas illusion, mais l'écriture elle-même n'a rien de commun avec les caractéristiques de l'original. Les derniers doutes sont levés le 6 mai par les analyses complémentaires des archives fédérales : le faible taux d'évaporation de la chloride contenue dans l'encre montre que les carnets ont été écrits il y a moins de deux ans. Par ailleurs, les nombreuses incohérences historiques relevées coïncident toutes avec des erreurs ou des lacunes figurant dans l'ouvrage de Domarus, que le faussaire n'a pas cherché à combler. Avant d'informer le Stern, le service des archives avait prévenu le ministère de l'intérieur, estimant que l'affaire avait des implications politiques. Les rédacteurs en chef du Stern préparent en toute hâte un communiqué de presse pour admettre leur erreur, mais cinq minutes avant sa publication, l'annonce officielle du gouvernement est diffusée à la télévision : non seulement les carnets ne sont pas authentiques, mais il s'agit « de faux grotesques, du travail médiocre d'un copiste aux capacités intellectuelles limitées »,.

## Arrestation et procès
Après avoir vu le communiqué gouvernemental à la télévision, Kujau décide de s'enfuir en Autriche avec sa femme et sa maîtresse (qu'il a présentée à Edith comme son employée). Il s'y cache pendant quelques jours, mais après avoir lu un article sur l'affaire affirmant que le Stern avait payé en tout près de neuf millions de DM (soit plus de quatre fois ce qu'il avait reçu de Heidemann), il contacte la police de Hambourg afin de se rendre. Il est interpellé le lendemain à la frontière austro-allemande. En perquisitionnant son domicile, la police découvre un lot de carnets vierges, identiques à ceux qui servirent pour la fraude. Dans un premier temps, Kujau s'en tient à la version donnée à Heidemann, et il persiste à affirmer que les Carnets lui ont été fournis par une source est-allemande, qui doit rester secrète. Mais rapidement, la rancœur à l'égard du journaliste, qui est toujours en liberté et qui a touché tellement plus d'argent que lui, l'emporte ; le 26 mai 1983, il rédige des confessions complètes, dans lesquelles il affirme que Heidemann savait depuis le début que les Carnets étaient faux. Le journaliste est arrêté le soir-même.
Le procès des deux hommes s'ouvre le 21 août 1984. En dépit de la gravité des charges (une escroquerie de plus de neuf millions de DM), il apparaît rapidement que le procès va tourner à la farce. Kujau cabotine, ravi d'être au centre de l'attention ; Heidemann s'enfonce dans des théories fumeuses, et les deux hommes s'insultent sans relâche, se traitant mutuellement d'escroc et de voleur. Le procès s'étire, se perd dans des anecdotes qui amusent le public, mais ne parvient pas établir clairement les responsabilités. Le verdict est rendu le 8 juillet 1985 : Heidemann est condamné à quatre ans et huit mois de prison, et Kujau à quatre ans et six mois. Dans les motifs de sa décision, le juge expliqua que l'incroyable négligence dont avait fait preuve le Stern devait conduire à ne pas prononcer de peines trop lourdes à l'encontre des deux co-inculpés. Heidemann fut reconnu coupable d'avoir détourné à son profit 1 700 000 DM, et Kujau d'avoir escroqué le Stern de 1 500 000 DM. Il reste plus de 6 millions de DM dont l'emploi n'a pas pu être reconstitué.

## Suites de l'affaire
À sa sortie de prison, en 1987, Konrad Kujau ouvrit une galerie d'art à Stuttgart où il vendit des copies de tableaux – de Hitler, mais aussi de Miro, Rembrandt ou Monet. Chaque toile portait une double signature, la sienne et celle de l'artiste original. Grâce à sa nouvelle célébrité, il fut pendant un certain temps un artiste à la mode et ses “vraies-fausses” imitations se vendirent bien ; à la fin des années 1990 il fut pourtant à nouveau condamné pour un trafic de faux permis de conduire. Il mourut d'un cancer du larynx en septembre 2000.
Heidemann fut également libéré en 1987. Cinq ans plus tard, le Spiegel révéla qu'il avait été recruté par la STASI dans les années 1950, pour fournir des renseignements sur l'arrivée d'armes atomiques américaines en RFA. Criblé de dettes, il vit des minima sociaux dans un petit appartement à Hambourg. Il reste apparemment persuadé qu'un journal intime de Hitler a bien existé.
Deux des rédacteurs en chef du Stern, Koch et Schmidt, furent révoqués à la suite du scandale. Tous deux protestèrent énergiquement contre cette décision, car ils n'étaient pas à l'origine de l'affaire, n'y avaient jamais cru et avaient dès 1981 proposé de licencier Heidemann. La rédaction du Stern se mit en grève et organisa des sit-ins pour protester contre les méthodes de la direction, qui faisait payer son échec aux rédacteurs en chef après les avoir court-circuités. Koch et Schmidt obtinrent finalement une indemnité de 3,5 millions de DM chacun dans le cadre d'une séparation amiable, mais le scandale provoqua une crise profonde au sein du magazine et sa réputation fut durablement endommagée.
M. Fischer et G. Schulten-Hillen, qui avaient pris, à la tête de Gruner & Jahr, la décision d'acheter et de publier les Carnets sans en avertir la rédaction en chef du Stern, ne furent pas sanctionnés et conservèrent leur poste de direction au sein du groupe.
Rupert Murdoch considéra la publication des Carnets comme une excellente affaire : « nous avons gagné 20 000 nouveaux lecteurs, et nous les avons conservés. Le Stern nous a remboursé l'argent que nous avions payé : nous n'avons pas perdu un centime dans cette histoire ». Toutefois, en réaction au scandale, il licencia F. Giles, le rédacteur en chef du Sunday Times.
Le Carin II fut saisi par les créanciers de Heidemann et vendu aux enchères en 1985. En février 1987, le yacht fut confisqué, dans des conditions troubles, par les autorités libyennes, alors qu'il se trouvait amarré dans le port de Benghazi. Il se trouverait actuellement en Égypte, au large d'El Gouna, laissé à l'abandon.
En 2004, l'un des carnets fut vendu aux enchères pour 6 400 €, à un acheteur anonyme. Le reste des Carnets fut offert en 2013 par le Stern aux archives fédérales allemandes pour servir, non à l'histoire du IIIe Reich, mais à celle du journalisme.
Les carnets sont exposés et numérisés en 2023,.

## Filmographie

### Cinéma
- Cette affaire a inspiré le film allemand Schtonk ! sorti en 1992.

### Télévision

#### Série
- 1991 : Selling Hitler de Alastair Reid aborde avec humour cette histoire.
- 2021 : Tommy Wosch et Tobi Baumann tournent la série Faking Hitler, l'arnaque du siècle en 6 épisodes.

#### Documentaire
- 2016 : Les plus grandes arnaques de l'histoire, épisode 9 Les journaux d'Hitler réalisé par Bruce Burgess.